# Can Clascà
Can Clascà és una casa de la Cellera de Ter (Selva) inclosa a l'Inventari del Patrimoni Arquitectònic de Catalunya.

## Descripció
Es tracta d'un immoble que consta de dues plantes i golfes, situat entre mitgeres i cobert amb una terrassa. Està ubicat al costat dret del carrer Joaquim Codina.
La planta baixa i el primer pis han estat resolts partint del mateix esquema formal, que consisteix en la disposició de tres obertures per pis. Ara bé, s'aprecien notables diferències entre ambdós plantes. Així en la planta baixa les tres obertures són de similar tipologia, és a dir, rectangulars i d'arc carpanell rebaixat. L'obertura central actua com a portal d'accés i en la part superior està coronada per una estructura d'enrreixat de ferro forjat on es llegeixen les sigles “JM 1904”. Simultàniament aquesta està flanquejada per dos portals, un per banda, de grans dimensions que actuarien com a garatge. En el nivell de les impostes arrenca un fals aparell encoixinat que imita els carreus de pedra i sobre el portal d'accés tornem a trobar el mateix recurs anterior “JM 1904”.
D'altra banda, en el primer pis o planta noble les tres obertures també són morfològicament idèntiques; estem parlant de tres grans finestres rectangulars, emmarcades amb pedra i projectades, les tres, com una balconada correguda i contínua amb una barana de ferro forjat ben treballada. A mode d'apunt cal comentar que en la zona del dintell, aquest es troba interromput i alhora ornamentat amb un cos semiesfèric.
En aquest sector, és on es materialitza més àmpliament el recurs que consisteix en la recreació d'un fals aparell encoixinat imitant els carreus de pedra regulars.
El segon pis es troba separat del primer per una franja o faixa de pedra, que simultàniament actua com a ampit per les tres obertures quadrangulars emmarcades amb pedra. En sintonia amb el primer pis, aquí també es deixa sentir àmpliament el ressò del fals encoixinat.
Finalment, pel que fa al coronament de l'edifici, aquest es troba tancat amb una cornisa, treballada a diversos nivells, i per sobre un ampit corregut, culminat amb una barana d'obra al terrat.

## Història
Can Clascà va ser la primera casa, junt amb Ca la Paula, en edificar-se entorn de la carretera nova construïda aproximadament en el 1859.